# Pentaphragmataceae
Las pentafragmatáceas (Pentaphragmataceae) son una familia del orden de las Asterales. Incluye un solo género, Pentaphragma, distribuido en el sudeste asiático. Sus miembros son plantas herbáceas,  carnosas, con hojas lanceoladas asimétricas. 